# Bruce Kulick
Pour les articles homonymes, voir Kulick.
Bruce Howard Kulick (né le 12 décembre 1953 à Brooklyn, New York) est un guitariste américain et membre du groupe Grand Funk Railroad ainsi que d'ESP (Eric Singer Project). Kulick était auparavant membre du groupe Kiss, pendant plus de dix ans, de 1984 à 1996.

## Biographie
Il est le frère cadet de Bob Kulick.
De 1984 à 1996, il a été le guitariste soliste de Kiss, pendant leur période "sans maquillage".

## Discographie

### Mike Katz,Guy Bois
- 2008 - KKB 1974
- 2015 - Got to Get Back

### Rosetta
- Where's My Hero (1980)

### Billy Squier
- 1980 - Tale of the Tape
- 1996 - Reach for the Sky

### Blackjack
- 1979 - Blackjack
- 1980 - Worlds Apart

### The Good Rats
- 1981 - Great American Music
- 1996 - Tasty Seconds
- 2012 - Blue Collar Rats

### Michael Bolton
- 1983 - Michael Bolton
- 1985 - Everybody's Crazy
- 1987 - The Hunger

### Kiss
- 1985 - Asylum
- 1987 - Crazy Nights
- 1989 - Hot in the Shade
- 1992 - Revenge
- 1994 - Alive III
- 1995 - Kiss Unplugged
- 1997 - Carnival of Souls: The Final Sessions
- 1998 - Psycho Circus

### Union
- 1997 - Union
- 2000 - The Blue Room
- 2005 - Do Your Own Thing Live!

### ESP (Eric SingerProject)
- Lost & Spaced (1998)
- ESP (1999)
- Live in Japan (2006)
- Live at the Marquee DVD (2006)

### Solo
- 2001 - Audio Dog
- 2003 - Transformer
- 2010 - BK3

### Autre travail
- The Andrea True Connection - Don Kirschner's Rock Concert performance in Los Angeles, California (1976)
- Meat Loaf - Live (My Father's Place) (Promo-LP) (1978)
- Michael Wendroff – Kiss the World Goodbye (1978)
- Philippe Saisse - Fighting For Life (1981)
- Stevie – Gypsy! (1984)
- Maria Vidal - Self-titled album (1987)
- Ronnie Spector – Unfinished Business (1987)
- Electric Angels - 3-track demo (1988)
- Paul Dean - Hardcore (1988)
- Don Johnson – Let It Roll (1989)
- Shocker Original Soundtrack - No More Mr. Nice Guy - the Music (1989)
- Shocker The Music - A Shocking Sampler (promo EP) (1989)
- Silent Rage - Don't Touch Me There (1989)
- Skull – No Bones About It (1991)
- Guitar's Practicing Musicians – Vol. II (1991)
- Blackthorne – Afterlife (1993)
- Christine Lunde - Bruce Kulick recording sessions (1995-1997)
- Murderer's Row - Self-titled album (1996)
- Tribute to Queen – Dragon Attack (1996) Guitare solo sur "Save Me"
- Rod Stewart Tribute - Forever Mod (1997)
- V/A - Return of the Comet: A Tribute to Ace Frehley (1997)
- C. Appice's Guitar Zeus - Channel Mind Radio (1998)
- Garbo Talks - Self-titled album (1998)
- Mark Mangold – Mystic Healer (1998)
- Laidlaw - Sample This EP (1998)
- Eric Carr - Rockheads EP (1999)
- Shameless – Backstreet Anthems (1999)
- Graham Bonnet – The Day I Went Mad (1999)
- Boot Camp – As You Were (1999)
- Van Halen Tribute - Hot For Remixes (1999)
- Laidlaw - First Big Picnic (1999)
- Eric Carr – Rockology (1999) Produit par Bruce Kulick.
- Shameless – Queen 4 a Day (2000)
- Tribute to Van Halen – Little Guitars (2000) Produit par Bob Kulick.
- Ozzy Osbourne Tribute – A Tribute to Ozzy: Bat Head Soup (2000)
- Bret Michaels – A Salute to Poison (American band): Show Me Your Hits" (2000)
- A Tribute to Metallica – Metallic Assault (2000)
- Orrin Bolton - Freedom (2000)
- Queen Tribute - Stone Cold Queen (2001)
- Aerosmith Tribute - Let The Tribute do the Talkin' (2001)
- Meat Loaf – Bat Out of Hell (re-issue; 2001) Guitare solo sur bonus live tracks.
- Vai/Satriani Tribute - Lords of Karma (2002)
- Bonfire - 29 Golden Bullets (2002)
- Todd Rundgren - And His Friends (2002)
- Shameless - Splashed (2002)
- Sweet Tribute - Sweet F.A. (2002)
- Pink Floyd Tribute – An All-Star Lineup Performing the Songs of Pink Floyd (2002)
- Todd Rundgren – Re-Mixes (2003)
- Tim Cashion - Wake On Up (2003)
- Rolando D'Lugo - Pasos (2003)
- Chris Catena – Freak Out (2003)
- Saltatio Mortis - Erwachen (2004)
- Sweet Tribute - According to Sweden (2004)
- Kanye West - College Dropout (2004)
- Kiss Tribute – Spin The Bottle (2004)
- Gene Simmons – Asshole (2004)
- AC/DC Tribute - We Salute You (2004)
- Metallica Tribute - Metallic Attack (2004)
- Birgit - Control (2004)
- Audiovision - The Calling (2005)
- An All-Star Tribute to Shania Twain (2005)
- Gods of Thunder - A Norwegian Tribute (2005)
- Shirleys Temple - Guinea Pigs (2005)
- Bruce and Bob Kulick – KISS Forever (2005) KISS Instructional DVD
- Tribute to Iron Maiden – Numbers from the Beast (2005) Guitare sur la chanson Can I Play With Madness.
- An All-Star Tribute to Cher (2005)
- Radioactive - Taken (2005)
- Birgit - Sticky Tales (2005)
- Lordi – The Arockalypse (2006) - Guitare solo sur "It Snows in Hell"
- Jill Jenson - Self-titled album (2006)
- 80s Metal Tribute to Van Halen (2006)
- Paul Stanley – Live to Win (2006)
- Butchering the Beatles - BEATLES Tribute (2006)
- Lordi - It Snows in Hell (CD single) (2006)
- Lordi - It Snows in Hell (DVD video single) (2006)
- Six Hours - Self-titled album (2006)
- Lion's Share - Emotional Coma (2007)
- Chris Catena - Booze, Brawds and Rockin Hard (2007)
- Frankie Banali & Friends - 24/7/365 A Tribute to Led Zeppelin (2007)
- Waiting 4 Wyatt - Nowhere But Up (2007)
- Thomas Ian Nicholas - Without Warning (2008)
- Michael Schenker – Doctor Doctor: The Kulick Sessions (2008)
- YAYO - the demo's (2008)
- Led Box – The Ultimate Led Zeppelin Tribute: Dazed & Confused (2008)
- Chris Catena – Discovery (2008)
- Amanda Marsh - I Wanna Be Where You Are (2008)
- Silent Rage - Four Letter Word (2008)
- Faith Circus - Self-titled album (2008)
- We Wish You a Metal Xmas and a Headbanging New Year (2008)
- Northern Light Orchestra - The Spirit of Christmas (2008)
- Don Saint-Thomas - The Human Nation (2009)
- Balance – Equilibrium (2009)
- Thomas Nicholas - Without Warning Acoustic (2009)
- Chris Laney - Pure (2009)
- Channel Theory - These Things (2009)
- Tim 'Ripper' Owens - Play the Game (2009)
- Guitar Zeus - Conquering Heroes (2009)
- Northern Light Orchestra - The Spirit of Christmas (2009)
- Sebastian Gava - Spanish Version (2009)
- The Dead Elvi - A Taste of Blood ! (2010)
- Marina V. - The Star (2010)
- Avantasia – The Wicked Symphony (2010)
- Avantasia – Angel of Babylon (2010)
- Sapgir - Lapse of Time (2010)
- Sebastian Gava - English Version (2010)
- Chris Laney - Only Come Out at Night (2010)
- Mark Sweeney - All In (2010)
- Rockstar Superstar Project - Serenity (2010)
- Lordi – Babez for Breakfast (2010) - Guitare solo sur "Call Off The Wedding"
- Northern Light Orchestra - Celebrate Christmas (2010)
- Eric Carr – Unfinished Business (2011)
- John Corabi - Unplugged (2012)
- Don Saint-Thomas - Never Say Never (2012)
- Avantasia – The Mystery of Time (A Rock Epic) (2013)
- Tomas Bergsten's Fantasy – Caught in the Dark (2013)
- Mocassin Creek - The Big Dawgs EP (2013)
- H. P. Lovecraft Historical Society – Dreams in the Witch House – A Lovecraftian Rock Opera (2013)
- Michael Jackson Tribute – Thriller: A Metal Tribute to Michael Jackson (2013)
- Andrew London – When I Saw Your Ghost (2013)
- Lisa Lane and Himself - I Dreamed of You (2014)
- DJ Peace – Do You Love Me? (Tribute to KISS) (2014)
- Andrew London - Hard Light (2014)
- Captain Black Beard - Before Plastic (2014)
- Randy Rhoads Tribute – Immortal Randy Rhoads: The Ultimate Tribute (2015)
- The Fantastic Four - Vol. 2 (2015)
- Dreams in the Witch House - The Refuge of Penitence (featuring Bruce Kulick) (2015)
- Andrew London - American Summer (2015)
- Paco Ventura Black Moon – En tu piel (2015)
- Dreams in the Witch House - Signum Crucis: Unholy Mutation (2016)
- Avantasia – Ghostlights (2016)
- Dreams in the Witch House - Madness Is My Destiny (Orchestral Version) (2016)
- Lita Ford – "Time Capsule"- "Rotten to the Core" (2016)
- Wally Wingert and Bruce Kulick - Ruby (Don't Take Your Love to Town) (2016)
- Sebastian Gava - Uncensored (2016)
- Robert Haglund - I Wanna Be Somebody (2016)
- Blackthorne - Don't Kill the Thrill (2016)
- Sky of Forever - Self-titled album (2016)
- Sisters Doll - All Dolled Up (2017)
- Bobby Kimball - Mysterious Sessions (2017)
- Lisa Lane Kulick - If I Could Show You (2017)
- Cronzell - Rock & Roll Keeps You Young (2017)
- Dreams in the Witch House - Fevered Dreams from the Witch House (2017)
- The Wires - Tonight (2017)
- Bob Kulick (1950-2020) - Skeletons in the Closet (2017)
- Debby Holiday - Free2B (2017)
- Northern Light Orchestra - Star of the East (2017)
- Gene Simmons - The Vault: Bruce Kulick Related (2018)
- ZooParty - Lardass (2018)
- Pan Rocks - Project LA (EP) (2018)
- Robert Haglund - You Matter to Me (2018)
- RebelStar - All Messed Up (single) (2018)
- Darren Phillips Project - My Last Breath (2018)
- ColdTears – "Silence Them All (2018) Guitare solo sur "Miracle"
- Skull - II - Now More Than Ever (2018)
- Thomas Zwijsen - Nylon Metal (2018)
- Blue Ruin - Green River Thriller (2018)
- Mike Dalager - Star Spangled Banner (2018)
- Marius Danielsen - Valley Doom Part 2 (2018)
- Douglas Blair - The First Noel (2018)
- Avantasia - The Rock Hard EP (2019)
- Dreams in the Witch House - Sanitarium (2019)
- Jason Mapes - The Devil Plays Guitar (2019)
- Dreams in the Witch House - Penitentiary (2019)
- Blackthorne - Anthology, 3CD Box (2019)
- Velvet Insane - A Brand New Start (2019)
- Wolfpakk - Nature Strikes Back (2020)
- Marty and the Bad Punch - Walk a Straight Line (2020)
- Guitars Against COVID-19 (Coronavirus) - Synchroncity II (2020)
- Kuarantine feat. Chris Jericho - Heart of Chrome (2020)
- The Connected Isolation Project - Modern World (2020)
- Patrick James Band - Unite Together (2020)
- At the Movies - Movie Hits of the 80's (2020)
- Ace Frehley – Origins Vol. 2 – Guitare solo sur "Manic Depression" (2020)
- Chris Manning - Destination (2020)
- East Temple Avenue - Both Sides of Midnight (2020)
- Phil Proietti - A Tribute to KISS (2020)
- Reggae Kiss - Tears are Falling (2021)
- Shameless - Live Your Dream (2021)
- Mark Peace Thomas - Rock Star Delusion (2021)
- Bruce Kulick and Eric Singer - Heaven (2021)
- Reggae Kiss - Remasked (2021)
- Balance - The World I Used to Know (2021)
- Martin Motnik - Dream Chaser (2021)
- Guitar Zeus - 25th Anniversary Box Set (2021)
- Various Artists - Carr Jam 21 (EP) (2022)
- Shameless - So Good, You Should (2022)
- Highway Sentinels - The Waiting Fire (2022)
- Various Artists - The Metal Hall of Fame All-Stars - Guitare solo sur "Worlds Apart" (2023)
- Supremacy - Influence - Guitare solo sur "Mr. Big Shot" (2023)
- Chris Manning - Reach the Sky - Guitare solo sur "Fly Over the Walls" (2023)
- Dario Imaz - Vox Popurri - Vol. I - Guitare solo sur "Ciudad Tóxica" (2023)